# Al-Fatiha (Organisation)

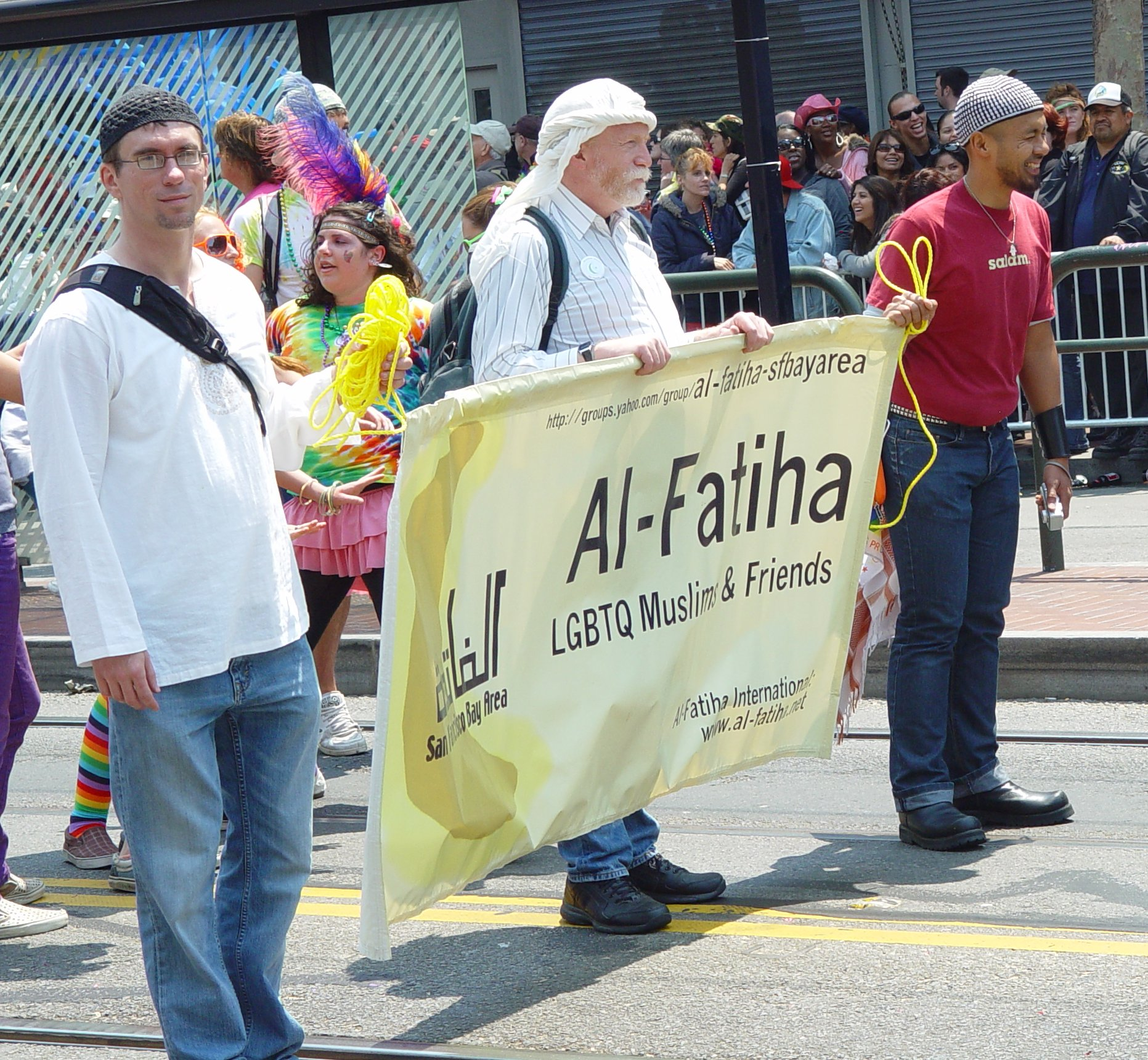
Vertreter von Al-Fatiha bei der San Francisco Pride 2008

Al-Fatiha (benannt nach al-Fātiha, der ersten Koransure) war eine von 1998 bis 2011 bestehende internationale  Organisation von Muslimen, die sich an lesbische, schwule, bisexuelle und transgeschlechtliche Muslime und deren Familien und Freunde wendete.
Al-Fatiha war in den USA ein eingetragener gemeinnütziger Verein mit Ortsverbänden in den USA (Atlanta, Los Angeles, New York City, San Diego, San Francisco, Washington DC) und in Kanada (Toronto und Vancouver) und Schwesterorganisationen in Kanada, Großbritannien und Südafrika. Weltweit hatte das Netzwerk im Jahr 2002 zirka 900 Mitglieder.

## Ziele
Al-Fatiha diente LGBT-Muslimen als Forum, in dem sie und ihre Freunde sich über ihre Erfahrungen austauschen konnten. Die Organisation wollte Unterstützung bei dem Problem anbieten, die eigene sexuelle Orientierung beziehungsweise die Suche nach der Geschlechtsidentität mit der Zugehörigkeit zum Islam in Einklang zu bringen. Neben dem internen Austausch ging es auch um die Vertretung von LGBT-Muslimen in der Gesellschaft und um die internationale Vernetzung im Kampf gegen Benachteiligung und Bedrohung. Das übergeordnete Anliegen war, gegen Vorurteile und Diskriminierung einzutreten und für gesellschaftliche Gerechtigkeit, Frieden und Toleranz als Werte des Islams zu werben.

## Geschichte
Im November 1997 begann der damals 19-jährige aus Pakistan stammende Faisal Alam mit einer Mailingliste für LGBT-Muslime. Im März 1998 trafen sich erstmals vier Mitglieder der Liste in Washington, D.C. Sie alle hatten bis dahin keinen einzigen LGBT-Muslim persönlich kennengelernt. Zu einem weiteren Treffen im Oktober 1998 in Boston kamen schon mehr als 40 Menschen, eine Mischung aus 13 Ethnien und Nationen: Die meisten Teilnehmer lebten in Amerika, jeweils ein Teilnehmer kam aus Südafrika, Kanada, Belgien und den Niederlanden. Bei diesem dreitägigen Treffen in Boston wurde die Gründung von Al-Fatiha beschlossen. Der erste Ortsverband wurde schon nach wenigen Monaten in Toronto gegründet. 1999 wurde der Ortsverband in London als erster Ortsverband auf einem anderen Kontinent gegründet. Im Januar 1999 wurde Al-Fatiha in den USA formell als steuerbefreite und gemeinnützige religiöse Organisation registriert.
2002 wurde auf einer Strategiesitzung beschlossen, dass Al-Fatiha in den USA den Namen Al-Fatiha Foundation erhalten und sich auf Themen der Vereinigten Staaten konzentrieren, aber Kontakt zu den Schwesterorganisationen in anderen Ländern halten sollte. Zu den Schwesterorganisationen zählten Imaan in Großbritannien (250 Mitglieder in 2002), Salaam in Kanada und Al-Fitrah in Südafrika.
Nach dem Gründungstreffen 1998 in Boston veranstaltete Al-Fatiha jährlich weitere Konferenzen und Arbeitstreffen an wechselnden Orten: 1999 in New York, 2000 in London, 2001 in San Francisco, 2002 in Washington, 2003 in Toronto, 2004 in Los Angeles und letztmals 2005 in Atlanta. Die Organisation entwickelte sich zu einem anerkannten Partner für die Medien.
Im Jahr 2005 übergab Faisal Alam die Leitung an die Vorstandsmitglieder Khalida Sayed und Syed Asif Hassan. Im Jahr 2011 löste sich die Organisation auf.